# Ada (Musikerin)
Ada, eigentlich Michaela Dippel, ist eine deutsche Minimal-House- und Pop-Musikerin aus Köln.

## Werdegang
Im Jahr 2002 hatte Ada einen ersten Auftritt als Sängerin in dem Stück Livedriver des deutschen Produzenten Metope, der gleichzeitig Label-Chef von Areal Records ist. Wenige Monate später erschien die erste eigene Single, Blindhouse / Luckycharm. Weitere Singles und Samplerbeiträge folgten, bis 2004 das Debütalbum Blondie von Areal Records veröffentlicht wurde. Weitere Singles und Beiträge folgten. 2011 wurde das Album Meine zarten Pfoten bei Pampa Records veröffentlicht.
Ada verbindet minimale Elektronik mit verstreuten Gesangsparts. Das Musikmagazin Intro schreibt von einer „perfekten, emotional mitreißenden Symbiose“ (Arno Raffeiner in Intro 122 : ). De:Bug nannte die Debütsingle Blindhouse / Lucky Charm „eine dieser Platten, die man jeden Tag zu seiner Lieblingsplatte erklären könnte“. 2004 gewann Ada im gleichen Magazin die Wahl zur „Besten Künstlerin“.

## Diskographie

### Alben
- 2004: Blondie (Areal Records)
- 2011: Meine zarten Pfoten (Pampa Records)

### Singles und EPs
- 2002: Blindhouse / Luckycharm (Areal Records)
- 2003: Believer / Arriba Amoeba (Areal Records)
- 2004: Lovelace / ...And More (Areal Records)
- 2005: I Love Asphalt (Areal Records)
- 2005: Blondix 1 (Areal Records)
- 2005: Blondix 2 (Areal Records)
- 2006: Call The Tune (Areal Records)
- 2007: Fizzmann (Areal Records)
- 2008: Forty Winks / Kink A Jou (International Records Recordings)
- 2009: Adaptations (Kompakt)
- 2009: Lovestoned Remixe (Kompakt)
- 2011: Me And The Three (Areal Records)
- 2013: Paws (Areal Records)
- 2023: Moon Rider EP (Pampa Records)